# Kecel
Kecel è una città dell'Ungheria situato nella contea di Bács-Kiskun, nell'Ungheria meridionale di 8 892 abitanti (dati 2009)

## Storia
La città è menzionata per la prima volta in un documento ufficiale nel 1198. Come la maggior parte degli insediamenti ungheresi, perse la gran parte della popolazione durante l'occupazione ottomana e la città venne ricostituita nel 1734 con un'economia essenzialmente agricola. All'inizio del XIX secolo vennero costruite la chiesa cattolica, il palazzo comunale e la prima scuola. In seguito la città fu connessa alla rete ferroviaria.

## Società

### Evoluzione demografica
Secondo i dati del censimento 2001 il 91,9% degli abitanti è di etnia ungherese, il 2,0% di etnia rom